# Juan Capra
Juan Capra (Santiago del Cile, 12 aprile 1938 – Santiago del Cile, aprile 1996) è stato un pittore, cantautore e poeta cileno.
Attivo tra Santiago del Cile, Parigi, Roma e New York, fu uno dei fondatori della Nueva Canción Chilena. La sua casa a Santiago del Cile fu al centro del movimento artistico figurativo e musicale cileno degli anni sessanta: frequentata da una moltitudine di artisti, musicisti, poeti e intellettuali cileni e non solo, divenne fulcro del nuovo movimento e sede della cosiddetta Peña de los Parra.

## Biografia
Attivo soprattutto tra gli anni sessanta e settanta del XX secolo, Capra si avvicinò al folklore su ispirazione di Violeta Parra, da cui ricevette lezioni di chitarra e di canto. Collaborò anche con il gruppo Millaray in qualità di decoratore e costumista. Grazie alla sua grande predisposizione ai viaggi, Capra venne in contatto con la musica andina del Perù e della Bolivia, e con i suoni caraibici di Cuba, dove lavorò anche in qualità di pittore e dove strinse amicizia con il filosofo francese Régis Debray.
Fin dai primi anni sessanta convogliò nella propria ampia casa, situata nella calle Carmen 340, nel centro storico di Santiago, vicino al Cerro Santa Lucía, numerosi artisti: pittori e scultori come Santos Chávez, Sergio Castillo Mandiola, Víctor Delfín; musici come Atahualpa Yupanqui, Víctor Jara, Paco Ibáñez, Gilbert Favre, Roberto Parra, Payo Grondona, Tito Fernández; scrittori come José Agustín Goytisolo.
Divenuta inizialmente un piccolo atelier, la casa di Capra si trasformò in una sorta di accademia informale del canto, dell'arte e dell'artigianato: fu qui che nel 1964, quando Juan Capra diede ospitalità ai figli di Violeta Parra (Ángel e Isabel) di ritorno da Parigi, prese vita la Peña de los Parra, importante peña folkloristica musicale cilena, motore principale della nascita della Nueva Canción Chilena. La peña continuerà a crescere anche quando, poco dopo, Capra lascerà l'abitazione, per trasferirsi a Parigi, dove aveva vinto una borsa di studio, lasciando l'abitazione in gestione a Ángel e Isabel. La stessa Violeta Parra ebbe modo di esibirsi più volte nella casa di Capra.
Tra il 1965 e il 1970, Capra si stabilì tra Francia e Italia, risiedendo in Rue Visconti, nel Quartiere Latino di Parigi, dove, similmente a quanto già fatto a Santiago, diede vita ad un luogo di incontro, in cui trovarono ospitalità anche i Quilapayún. In Francia, Capra partecipò a numerose esposizioni (una sua opera venne acquistata anche dal Louvre), e registrò canzoni sue e di Violeta Parra. In Italia fu ospite del Folkstudio di Giancarlo Cesaroni e della prima edizione del Folk Festival di Torino. Qui registrò inoltre il suo primo album, Cile canta e lotta, che venne pubblicato dalla casa discografica Cedi nel 1967 e ristampato dalla Albatros, una sottoetichetta della Vedette, nel 1973.
Nel 1968, unitamente ai Los Chilenos (di fatto i Quilapayún sotto mentite spoglie, che non possono apparire con il proprio nome a causa di vincoli contrattuali), registrò in Francia un disco, pubblicato dalla Barclay. Il disco è un compendio di vari generi folk sudamericani: contiene anche un brano di Violeta Parra, Los pueblos americanos, e una canzone accreditata allo stesso Capra, Resfalosa del Viet Nam. In questo periodo Capra si esibì spesso dal vivo assieme ai Quilapayún, influenzandone in parte la musica con alcune sue composizioni, come Canto a la Pampa e Canción fúnebre para el Che Guevara.
In Francia Capra registrò ancora altri dischi e figurò in diverse raccolte, con composizioni sue e di Violeta Parra: suoi dischi usciti in Francia in questo periodo sono l'EP Chants populaires et revolutionnaires du Chili e gli LP Chants revolutionnaires du Chili e Chants et danses du Chili, entrambi del 1970.
Capra ritornò in Cile dopo la vittoria del fronte di Unidad Popular capeggiato da Salvador Allende, ma il suo ritorno in patria si rivelò tutt'altro che facile: in questi anni la sua produzione musicale venne ostacolata e non pubblicò altri dischi, seppure continuando a esibirsi dal vivo in molti locali, compresa la peña Chile Ríe y Canta.
Il golpe di Pinochet del 1973 rese Capra un obiettivo dei militari, che, pochi giorni dopo l'assalto a La Moneda, lo catturarono nelle vicinanze della sua casa e lo portarono all'Estadio Nacional, dove lo sottoposero a torture psichiche e fisiche, aggravate dalla sua condizione di emofiliaco. Un intenso lavoro di trattative tra la famiglia di Capra e i parenti militari della madre fece sì che l'artista fosse scarcerato. Riacquistata la libertà, espatriò con un passaporto diplomatico a New York, dove rimase esule per diversi anni.
Juan Capra fece ritorno nuovamente in Cile nel 1978, spinto dalla voglia di rivedere la madre. La canzone Yo me vuelvo para Chile testimonia l'intenzione di Capra di combattere la dittatura. Ma non appena rimise piede nel proprio paese venne nuovamente arrestato dai militari. Tornato in libertà, sopravviverà tra gli stenti negli anni seguenti, con una cerchia di contatti e amici assai ristretta, ridotto a mendicare per le strade e a pagarsi l'alloggio alla Hospedería del Hogar de Cristo di Santiago vendendo ai passanti i suoi disegni.
Visse gli ultimi anni per la strada, ridotto in miseria, con le gambe paralizzate e con sintomi di polmonite e malnutrizione, con la sola compagnia dei suoi colori e delle sue tele, come ricorda la sorella Angelica, vissuta a lungo in esilio durante la dittatura e anch'essa cantante. Capra morì alla Hospedería nell'aprile del 1996, a 58 anni, nella solitudine, nella povertà, nella malattia, dopo aver lottato gran parte della propria vita contro l'emofilia e la tubercolosi.

## Omaggi
- Nel 2013 lo spazio "Perspectivas a través de la Nueva Canción Chilena" gli ha dedicato un omaggio, con ospite Patricio Castillo, che ne ha ricordato l'opera dell'artista sottovalutata e ostracizzata dall'industria discografica cilena, oltre all'importante influenza avuta nella nascita della Nueva Canción Chilena.[1]

## Discografia parziale

### Album
- 1967 - Cile canta e lotta
- 1968 - Los Chilenos - Juan Capra (con Los Chilenos)
- 1968 - Chants revolutionnaires du Chili - "Que vivan los estudiantes"
- 1970 - Chant & danses - Chili
- 1971 - Chili - Canto a lo humano

### EP
- Chants populaires et révolutionnaires du Chili